# Mindre pansarstekel
Mindre pansarstekel (Tiphia minuta) är en stekelart som först beskrevs av Vander Linden 1827.  Mindre pansarstekel ingår i släktet pansarsteklar, och familjen pansarsteklar. Enligt den finländska rödlistan är arten sårbar i Finland. Enligt den svenska rödlistan är arten nära hotad i Sverige. Arten förekommer i Götaland, Gotland, Öland, Svealand och Nedre Norrland. Artens livsmiljö är torra gräsmarker.